# Meaza Ashenafi
Meaza Ashenafi Mengistu (Assosa Megele, Benishangul-Gumaz, 1964) és una advocada i activista etíop pels drets de la dona, fundadora i directora executiva de l'Associació d'Advocats de dones etíops (EWLA), de la Comissió Econòmica Nacional Unides per Àfrica, consultora de les Nacions Unides en matèria de drets de les dones, una de les fundadores de l'Enat Bank (Banc d'Enat), guanyadora del Premi africà per al Lideratge atorgat pel projecte Hunger el 2003, i nominada per al Premi Nobel de la Pau l'any 2005.

## Biografia
Meaza Ashenafi va créixer a 800 km d'Addis Abeba, a una remota zona d'Asosa a l'oest d'Etiòpia. Estudià a l'Escola Primària d'Asosa, i després a l'Escola Superior de la mateixa ciutat. El 1981 va començar estudis a la Universitat d'Addis Abeba, i a partir de l'any 1986 estudià a l'Escola de Dret d'aquesta universitat. Amb el suport de la càtedra de drets humans de la UNESCO, va completar un màster el 2005 sobre Relacions Internacionals i una llicenciatura en Estudis de la Dona de la Universitat de Connecticut.
Meaza Ashenafi va exercir com a magistrada del Tribunal Superior d'Etiòpia entre 1989 i 1992. El 1993 va ser nomenada assessora jurídica per la Comissió de Constitució d'Etiòpia. El 1995 va fundar l'Associació d'Advocats de dones etíops (EWLA), i va esdevenir la directora executiva. A través dels seus contactes legals, ha estat decisiva per fer campanya pels drets de les dones a Etiòpia; el seu grup Fighting For Women's Rights In Ethiopia (Lluita pels drets de les dones a Etiòpia) tenia aproximadament 45 advocats de postgrau que hi treballaven exclusivament l'any 2002. Per a les eleccions d'Etiòpia de 2000, va recolzar en cooperació amb l'Associació Etíop de Dones Advocades (EWLA) a 30 dones en la candidatura a un escó al parlament. Encara que cap de les dones fou escollida, les candidatures van despertar l'atenció sobre qüestions d'igualtat de gènere i participació.
Ashenafi ha treballat a la Comissió Econòmica de les Nacions Unides per Àfrica. Va ajudar a liderar el desenvolupament del primer banc de dones a Etiòpia, el Banc d'Enat, que es va establir el 2011 amb un 64% d'accionistes dones i amb un enfocament en els préstecs als empresaris dels països en desenvolupament, i que presideix des del 2016.
El 2003 se li atorgà el Premi al lideratge a l'Àfrica del projecte Hunger, amb seu a Nova York, i dos anys més tard, el 2005, va ser nominada al Premi Nobel de la Pau.